# Coccosteina
Coccosteina  — інфраряд плакодерм ряду Артродіри (Arthrodira). Існували протягом всього девонського періоду.

## Систематика
- Базальний рід Maideria
- Базальний рід Xiangshuiosteus
- Надродина Buchanosteoidea
  - Родина Buchanosteidae
- Надродина Gemuendenaspoidea
  - Родина Gemuendenaspidae
- Надродина Homosteoidea
  - Родина Homostiidae
- Надродина Brachydeiroidea
  - Родина Brachydeiridae
  - Родина Leptosteidae
- Надродина Coccosteoidea
  - Родина Pholidosteidae
  - Родина Coccosteidae
  - Родина Plourdosteidae
  - Родина Torosteidae
  - Родина Incisoscutidae
  - Родина Camuropiscidae
- Надродина Dinichthyloidea
  - Родина Hadrosteidae
  - Родина Dinichthyidae
  - Родина Dunkleosteidae
  - Родина Trematosteidae
  - Родина Rhachiosteidae
  - Родина Titanichthyidae
  - Родина Bungartiidae
  - Родина Selenosteidae
  - Родина Mylostomatidae